# Johann Heinrich Ludolph Holekamp
Johann Heinrich Ludolph Holekamp (auch: Johann Heinrich Holekamp; * 13. Januar 1760 in Hannover; † 24. Februar 1832 in Eschede) war ein deutscher Feldprediger und evangelisch-lutherischer Pastor.

## Leben
Johann Heinrich Ludolph Holekamp wurde zur Zeit des Kurfürstentums Hannover als Sohn des Rats-Zimmermeisters Heinrich Daniel Holekamp (1729–1782) geboren.
In den Jahren der Französischen Revolution begleitete der evangelisch-lutherische Holekamp von 1793 bis 1795 das kurhannoversche Kontingent des Reichsheeres bei seinem Einsatz im Ersten Koalitionskrieg. Dabei beschrieb er in seinem Kriegstagebuch des Feldpredigers Johann Heinrich Ludolph Holekamp 1793-95 detailliert unter anderem seine Begegnungen etwa mit aus Frankreich nach Westfalen emigrierten Flüchtlingen, römisch-katholischen Priestern im Münsterland oder einfachen Menschen beispielsweise in Warendorf und Wiedenbrück.
Über ein Kriegsgebiet notierte Holekamp zum Beispiel:

„Auf dem Schlachtfelde trafen wir noch tote Franzosen an, die bis aufs Hemd ausgezogen waren und nun beerdigt wurden. Sie hatten, dies konnte man ihnen ansehen – keinen Hunger gelitten.“

Über die Verpflegung und Unterbringung in den Kriegszeiten notierte Holekamp an einer Stelle seines Tagebuches:
Am 20. November 1796 heiratete Holekamp in der Marktkirche seiner Heimatstadt Hannover Christiane Elisabeth Henriette, geborene Elster (* 28. Oktober 1771 in Wolfenbüttel). Kaum zwei Jahre später übernahm er ab 1798 bis 1810 das Amt des Pastors in Suhlendorf. Im gleichnamigen Kirchspiel und dort in dem Ort Növenthien wurde am 28. Februar 1803 seine Tochter Dorothea Christiane Margarethe geboren.
Ab 1810 hatte Holekamp die Stellung als Pastor in Eschede inne. Laut dem dortigen Kirchenbuch, das ihm posthum unter anderem „[...] Berufstreue, Uneigennützigkeit und Redlichkeit“ testierte, starb Holekamp dort 1832 am „Schleimfieber“.
Durch seine Tochter Christiane gilt Johann Heinrich Ludolph Holekamp als ein Ururgroßvater des Schriftstellers Hans Fallada.

## Kriegstagebuch
- Das Kriegstagebuch des Feldpredigers Johann Heinrich Ludolph Holekamp 1793-95 befindet sich im Deutschen Tagebucharchiv in Emmendingen.[1][4] Es ist das älteste Manuskript des Archivs.[5]